# Carlos Decker-Molina
Carlos Decker-Molina, född 30 juni 1939 i Bolivia, är en journalist som arbetat som reporter, utrikeskorrespondent och redaktör i Argentina, Bolivia, Chile, Frankrike, Sverige och i FN i New York. Han var under många år verksam vid Sveriges Radios minoritetsspråksredaktion, och var då bland annat redaktör på det spanskspråkiga programmet, redaktionssekreterare samt medlem av redaktionsledningen. Han har skrivit Latinamerika - den möjliga demokratin (1994). Sommaren 2006 var han en av sommarvärdarna i Sveriges Radio P1.
Carlos Decker-Molina
Journalist och författare
Böcker (på spanska)
Nicaragua poder popular – förlag ALAI – Canadá
El exilio nuestro de cada día – förlag Correveidile – Bolivia
Tomasa – roman – finalist – Premio internacional de novela Kipus – Bolivia
Soledad -  roman – förlag Kipus (Bolivia)
Carlos el lector – roman – förlag Adarve (Spanien)
Crónicas – Krönikor – förlag Plural (Bolivia)
El eco de los gritos – roman – förlag Verbum (Spanien)